# Juríkov potok
Juríkov potok je potok na horní Oravě, na území slovenského okresu Námestovo. Jde o levostranný přítok Bílá Orava a měří 8,4 km a je tokem V. řádu.

## Pramen
Pramení v Oravských Beskydech na jižním svahu Bednárové (1 093,0 m n. m.) v nadmořské výšce cca 920 m n. m., v blízkosti slovensko-polské státní hranice, na katastrálním území obce Zákamenné.

## Popis toku
Od pramene teče nejprve na jihovýchod, po přibrání Krkoškovského potoka pak na jih. Mezi soutokem s Bukovinský a Demänovským potokem teče přechodně opět na jihovýchod, u osady Tanečník se pak se stáčí východním směrem, přičemž vytváří čtyři větší oblouky. Po přibrání levostranného přítoku zpod Koválového vrchu teče k ústí jihovýchodním směrem a těsně před ústím do Bílé Oravy ještě podtéká státní cestu č. 520.

## Přítoky
- Pravostranné: Bukovinský potok, Demänovský potok, přítok pramenící severně od kaple v osadě Lehotská, přítok pramenící na severozápadním svahu Kohútiku (945,8 m n. m.), dva přítoky ze severovýchodních svahů Kohútiku, přítok vznikající severozápadně od kóty 872,8 m a přítok pramenící severně od této kóty
- Levostranné: krátký přítok z jihovýchodního svahu Bednárové, Krkoškovský potok (864,8 m n. m.), dva krátké přítoky z jihozápadního úpatí Vysoké Magury (1 115,2 m n. m.), přítok z jižního svahu Vysoké Magury, přítok z lokality Gondkuľa, Magurský potok (789,0 m n. m.), krátký přítok z jižního svahu Juríkové (928,4 m n. m.), Korytina, dva krátké přítoky z lokality Klutka, přítok z východního svahu Koválového vrchu (960,6 m n. m.) a přítok z jihozápadního svahu Strakového vrchu (978,0 m n. m.)

## Ústí
Do Bílé Oravy se vlévá na okraji obce Oravská Lesná (část Pribišská), v nadmořské výšce přibližně 736 m n. m..